# Apostolache
Apostolache è un comune della Romania di 2 312 abitanti, ubicato nel distretto di Prahova, nella regione storica della Muntenia. 
Il comune è formato dall'unione di 5 villaggi: Apostolache, Buzota, Mârlogea, Udrești, Valea Cricovului.